# Dendermonde

Bandeira de Dendermonde

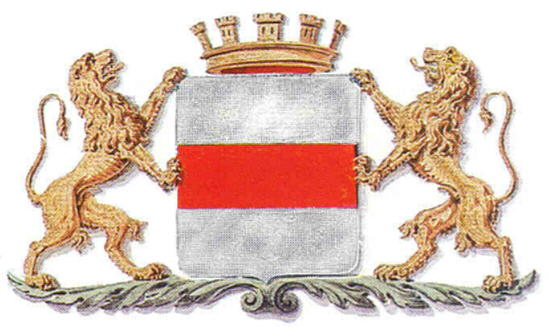
Brasão de Dendermonde

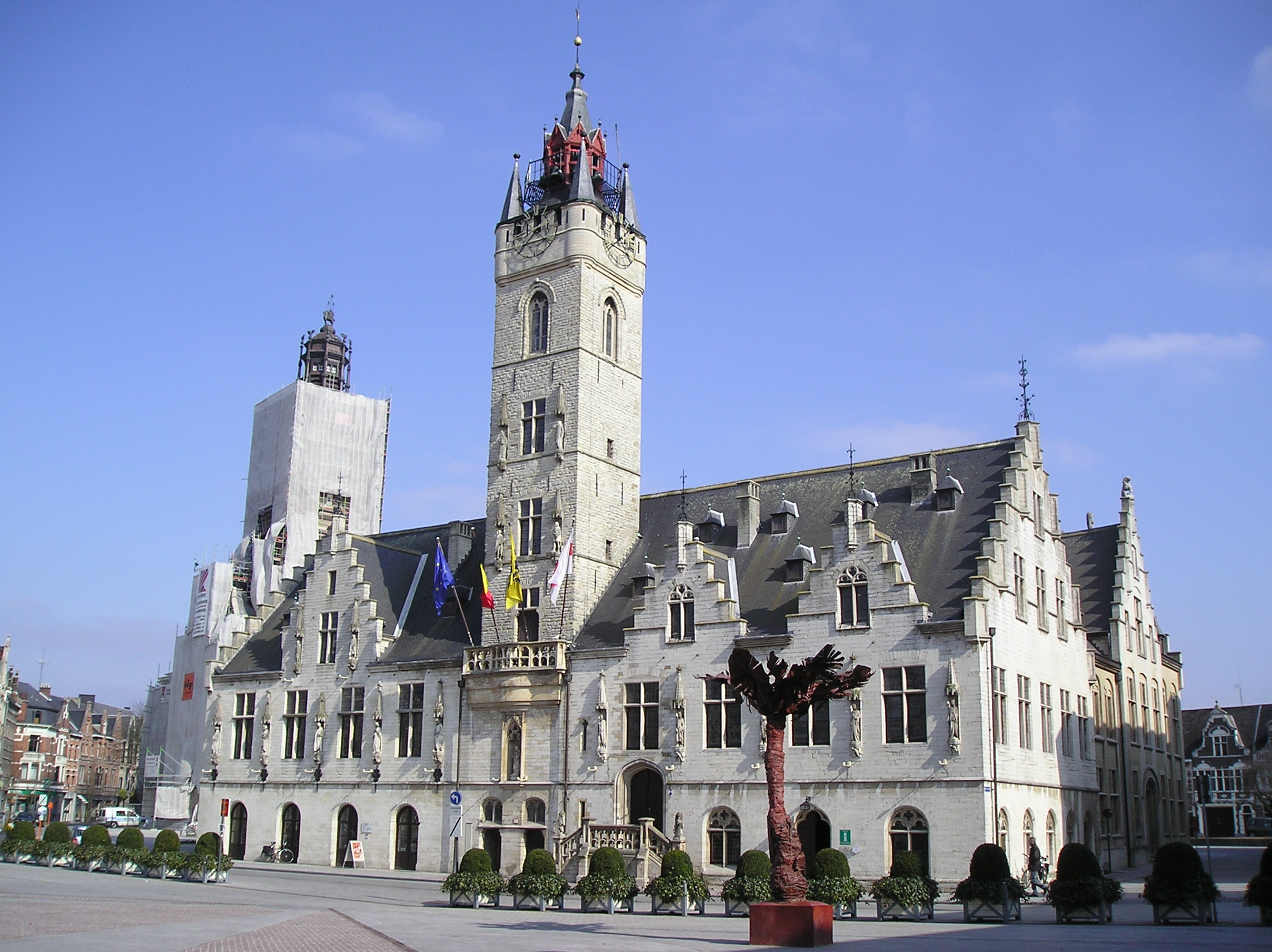
Edifício da câmara municipal/prefeitura de Dendermonde

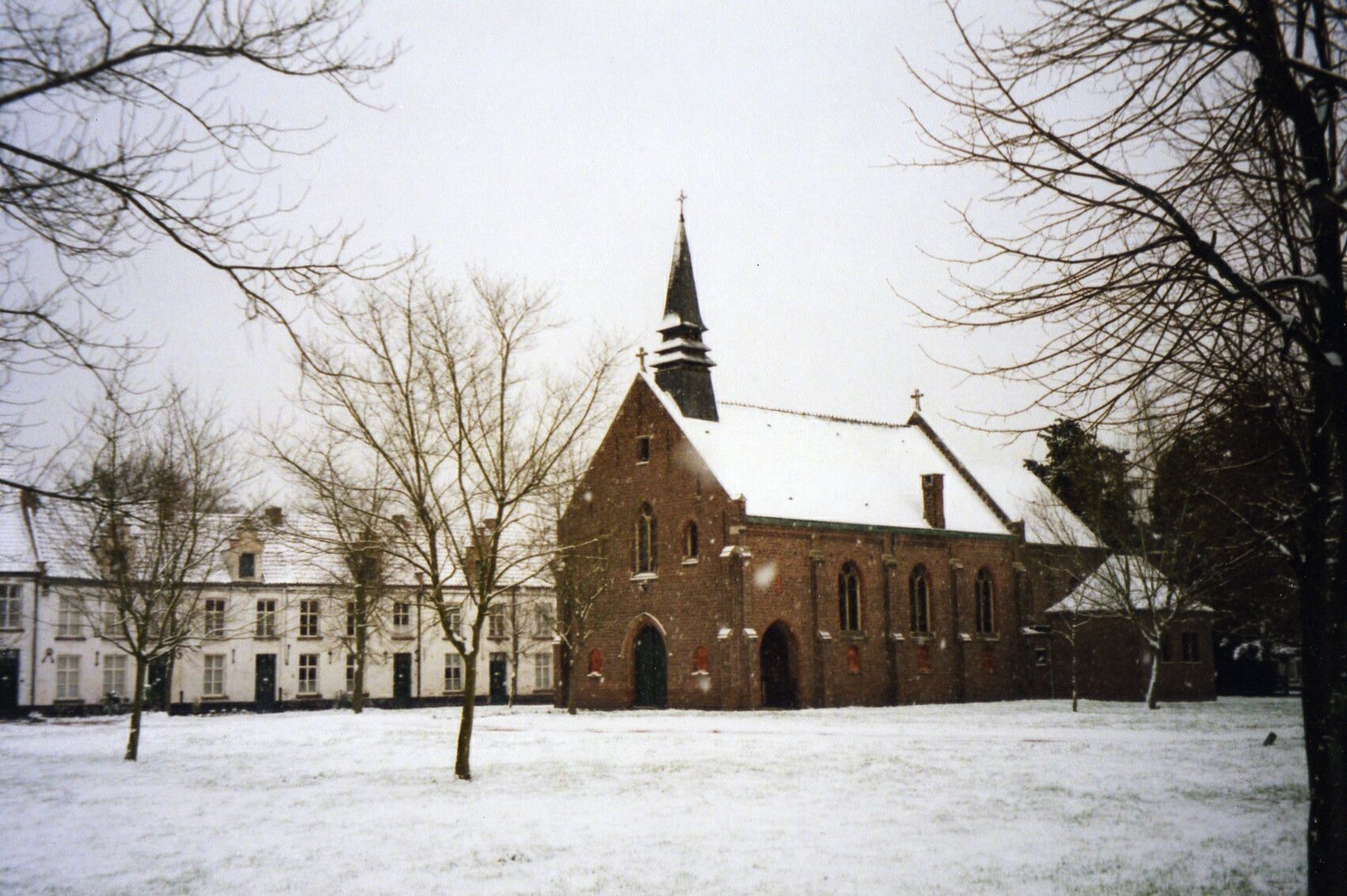
Beguinário de Dendermonde

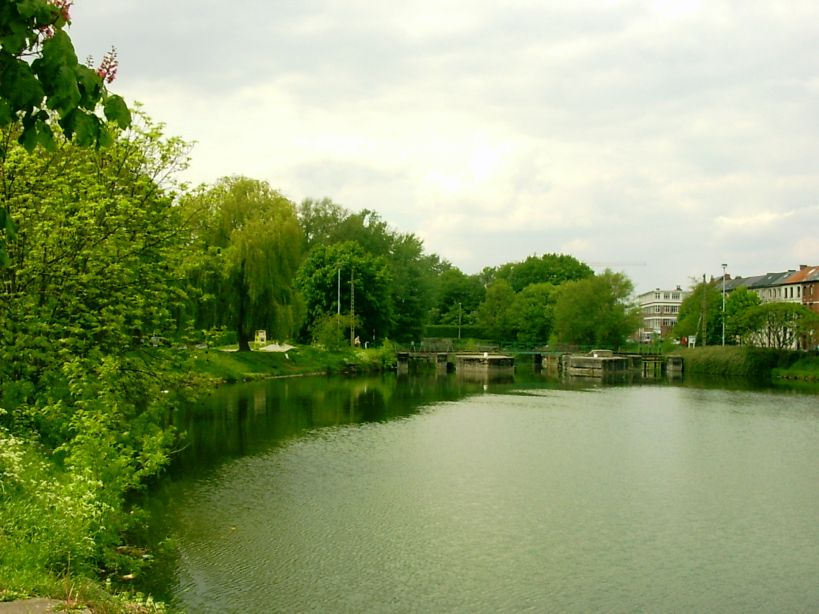
Vista do rio Dender

Dendermonde ( em francês: Termonde) é uma cidade e município belga situada na província flamenga de Flandres Oriental. É sede do distrito homónimo.
Como o próprio nome indica, a cidade de Dendermonde fica situada na foz do rio Dender, onde as águas deste passam a fluir no rio  Schelde.
Em 1 de Janeiro de 2006, o município de Dendermonde tinha 43.429 habitantes, uma superfície total de 55.67 km² e uma densidade populacional de 789 habitantes por km².

## Divisão administrativa
O município de Dendermonde é constituída pela cidade homónima e pelas vilas antigo municípios de: Appels, Baasrode, Grembergen, Mespelare, Oudegem, Schoonaarde e Sint-Gillis-bij-Dendermonde.

## História

### Das origens ao século XV
Foram encontrados alguns artefa(c)tos da Cultura de La Tène em Appels, provando que esta região do rio Escalda tem presença humana desde a pré-história. Alguns achados arqueológicos de sepulturas do século II e VI também atestam a existência de um denso povoado na época galo-romana e merovíngia.
Em 843, o Tratado de Verdun colocou Dendermonde na região da Lotaríngia. Depois das invasões normandas de 883, todavia, Balduíno II tomou esta região e incorporou-a na parte alemã do Condado da Borgonha.
Otão II construiu uma fortaleza no século X, encorajando desta forma o aprecimento de novos povoados nesta área.
A vila recebeu o título de cidade em 1233 e cresceu rapidamente, graças a uma próspera indústria têxtil. 
Foram construídos vários claustros, igrejas, capelas e também uma muralha defensiva. Em meados do século XIV foi erigida, na praça do mercado um campanário. A prosperidade da cidade levou a uma grande competição com outras cidades vizinhas. Em 1384, toda a área do a(c)tual município de Dendermonde tornou-se parte do Ducado da Borgonha.

### Do século XVI à actualidade
O século XVI viu o declínio de Dendermonde. Em 1571, as tropas espanholas comandadas por Alexandre Farnese, duque de Parma tomaram a cidade e destruiram-na. Uma década depois, os espanhóis construíram a sua própria fortaleza entre os rios Dender e o rio Escalda. Em 1667, foi a vez da França de avançar sobre a cidade, mas as tropas dos Países Baixos e Inglaterra, através do duque de Marlborough causaram os maiores prejuízos em 1706. A cidade foi então fortificada pelos austríacos contrra futuras ambições francesas. Depois de um último cerco levado acabo por Luís XIV, a cidade podia então finalmente respirar ao ponto de as fortificações terem sido desmanteladas umas décadas mais tarde.
A segunda metade do século XVIII foi próspera, com o advento da Revolução Industrial e a indústria local de algodão. Depois de 1800, as facilidades portuárias forma modernizadas e as priemrias linhas de caminho-de-ferro surgiram em redor, permitindo que outras indústrias fossem aí instaladas (petróleo, sapatos, couros). Os começos da I Guerra Mundial em Setembro de 1914 foram desastrosos para a cidade e arredores, sendo que mais de metade das habitações e dos arquivos da cidade foram bombardeados e destruídos.
A(c)tualmente, a cidade é um centro administrativo, comercial, educativo e médico da região em redor.

## Lugares de interesse
- O beguinário é um sítio classificado como Património Mundial da Humanidade, em 1998.
- O edifício da prefeitura/câmara municipal e o campanário também foram designados como Património Mundial da Humanidade em 1999. O campanário possui um carrilhão.
- Dendermonde tem uma abadia beneditina no centro da cidade.

## Eventos
Dendermonde gosta de ser conhecida pela sua procissão decenal com o heróico cavalo, Ros Beiaard. A lenda diz que o dito cavalo salva o seu mestre e os três irmãos dele da captura por Carlos Magno.
Em 19 de agosto de 2006, 28 prisioneiros conseguiram fugir da prisão de Dendermonde: Sete deles foram capturados umas horas depois. Alguns foram encontradoe em Itália e até na longínqua Rússia. Alguns deles estão ainda em liberdade na Bélgica ou em países limítrofes. Eles conseguiram fugir, porque a fechadura da prisão estava velha e enferrujada. Eles simplesmente saíram pela porta s saltaram pelo muro, saltaram por cima duma telefone público|orelhão e fugiram.

## Habitantes famosos
- Alwin de Prins , nadador profissional (n. 1978)
- Pierre Jean De Smet, missionário entre os nativos americanos (1801-1873)
- Geert De Vlieger, futebolista internacional (n.1971)
- Emmanuel Hiel, poeta e escritor (1834-1899)
- Fernand Khnopff, pintor (1858-1921)
- Johannes Ockeghem, compositor (1410-1497)
- Ivo Van Damme, corredor de meia-distância (1954-1976)
- Guy Verhofstadt (actual primeiro-ministro belga) nasceu e foi criado em Dendermonde.
- Frans Courtens, pintor, nasceu em Dendermonde (1854-1943)

## Cidades-gémeas
- Geldrop Países Baixos
- Nienburg, Baixa Saxónia, Alemanha
- Blagoevgrad, Bulgária